# Колі
Колі (італ. Coli) — муніципалітет в Італії, у регіоні Емілія-Романья,  провінція П'яченца.
Колі розташоване на відстані близько 410 км на північний захід від Рима, 155 км на захід від Болоньї, 45 км на південний захід від П'яченци.
Населення — 895 осіб (2014).
Щорічний фестиваль відбувається 28 серпня. Покровитель — Аврелій Августин.

## Демографія
Населення за роками:

Станом на 1 січня 2023 року в муніципалітеті офіційно проживало 60 іноземців з 18 країн, серед них 24 громадяни країн Євросоюзу та 13 громадян України.

## Сусідні муніципалітети
- Беттола
- Боббіо
- Корте-Бруньятелла
- Фарині
- Феррієре
- Траво